# Aéroport de Thamkharka
L'aéroport de Thamkharka (code IATA : — • code OACI : VNTH) est un aéroport desservant la ville de Khotang Bazar au Népal.

## Installations
L'aéroport est situé à 1 585 mètres d'altitude. Il possède une unique piste en terre.

## Compagnies et destinations
| Compagnies     | Destinations |
| -------------- | ------------ |
| Nepal Airlines | Biratnagar   |